# Disa telipogonis
Disa telipogonis är en orkidéart som beskrevs av Heinrich Gustav Reichenbach. Disa telipogonis ingår i släktet Disa och familjen orkidéer. Inga underarter finns listade i Catalogue of Life.